# Ideal (ringteori)
En icke-tom delmängd I till ringen R kallas för ett ideal om:
1. I är en additiv delgrupp till R.
2. Om för varje element i som tillhör I och r som tillhör R följer, att både i·r och r·i tillhör I.
Den icke-tomma delmängden I av de hela talen Z, är ett ideal om för alla x och y i I följer att x - y tillhör I.
Inom ringteorin, är ett ideal ett av Richard Dedekind infört begrepp i anslutning till ett uppslag av Ernst Kummer, kallat "ideala tal". Detta begrepp var tänkt för att bevara den entydiga faktoriseringen för algebraiska heltal (motsvarande heltalens primtalsfaktoriseringar). 
Begreppet ideal är en generalisering av detta begrepp inom den abstrakta algebran. Emmy Noether byggde senare ut definitionen till det axiomatiska ringteorin.

## Definition
Låt (R,*,+) vara en ring. Som vanligt skriver vi produkten r*s som rs.
Ett vänsterideal I är en delgrupp av den additiva gruppen, (R,+), av {\displaystyle R} som satisfierar följande villkor:
För alla {\displaystyle i\in I} och {\displaystyle r\in R} så gäller {\displaystyle ri\in I}
Ändras villkoret till: 
För alla {\displaystyle i\in I} och {\displaystyle r\in R} så gäller {\displaystyle ir\in I}
kallas I för ett högerideal
Gäller båda villkoren, kallas delmängden för ideal (eller dubbelsidigt ideal). I en kommutativ ring är alla ideal dubbelsidiga. Ett ideal I sägs vara äkta (eng. proper), om {\displaystyle I\neq R}. Mängden bestående av nollan i ringen är alltid ett ideal, nollidealet (eller det triviala idealet). 
Givet det äkta idealet I av ringen R, säges det vara ett maximalt ideal om det inte existerar ett annat äkta ideal J av R där {\displaystyle I\subset J}. Alla maximala ideal är primideal om R är en unitär kommutativ ring.

## Exempel
- Mängden av alla heltal delbara med 5 är ett ideal i ringen av alla heltal, Z (med vanlig addition och multiplikation som operationsregler). Har man ett heltal dividerbart med 5, förblir det delbart med 5 vilket tal ur Z man än multiplicerar det med.
- Mer allmänt, låt R vara en kommutativ ring och f ett element i R. Då är mängden av multipler rf av f ett ideal i R. Detta ideal skrivs vanligen (f), och kallas för principalidealet genererat av f.
- Låt R vara ringen av kontinuerliga funktioner {\displaystyle \mathbb {R} ^{n}\rightarrow \mathbb {R} }, och låt p vara en punkt i {\displaystyle \mathbb {R} ^{n}}. Då är mängden av funktioner f som satisfierar f(p)=0 ett ideal i R.

## Egenskaper
Den centrala egenskapen hos (dubbelsidiga) ideal är att en delmängd {\displaystyle I\subseteq R} är ett äkta ideal om och endast om det finns en ringhomomorfi {\displaystyle f:R\rightarrow S} från R till någon ring S så att I är kärnan för f, dvs mängden av element {\displaystyle r\in R} så att {\displaystyle f(r)=0}. Att kärnan måste vara ett ideal visar man genom att verifiera att den är sluten under addition samt under multiplikation med ett element i R.
Omvändningen, att varje äkta ideal är kärnan till någon homomorfi, visar man genom att konstruera kvotringen med avseende på idealet. Denna ring består av mängden av ekvivalensklasser i ekvivalensrelationen ~ på R som definieras genom a~b omm {\displaystyle a-b\in I}. Skriver vi ekvivalenklassen för elementet 'a' som (a+I) definieras sedan operationer på mängden genom:
{\displaystyle (a+I)+(b+I)=(a+b+I)}
{\displaystyle (a+I)(b+I)=(ab+I)}
Man verifierar sedan att denna definition är oberoende av valet av representant för ekvivalensklasserna, samt att funktionen
{\displaystyle a\rightarrow a+I}
är en ringhomomorfi med kärna I

### Exempel på ideal och deras kvotringar
- Nollidealet i en ring svarar mot identitetshomomofin på R.
- Kvotringen av heltalen {\displaystyle \mathbb {Z} } med avseende på principalidealet (n) är en ring vars operationer svarar mot aritmetik modulo n.